# Jaguar XJR-12
Chronologie des modèles
Jaguar XJR-10 (IMSA) 
 Jaguar XJR-11 (WSC) Jaguar XJR-14
La Jaguar XJR-12 est une voiture de course développée et construite par TWR pour Jaguar dans le but de participer, à partir de 1990, au championnat du monde des voitures de sport et au Championnat IMSA GT. Les Jaguar XJR-12 ont concouru jusqu'en 1993, avant que Jaguar la remplace par la Jaguar XJ220 aux 24 Heures du Mans.

## Genèse

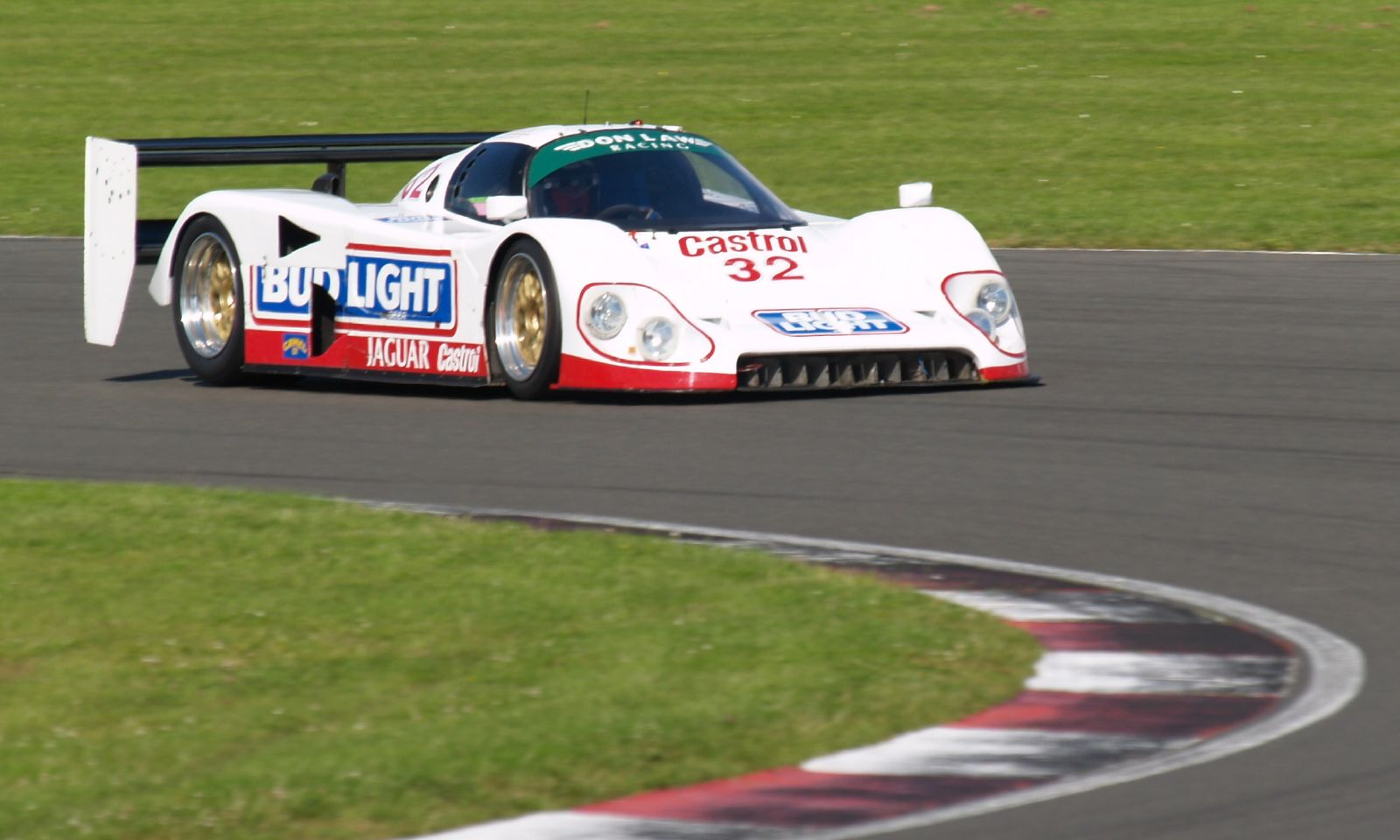
Jaguar XJR-12 en IMSA GT

La conquête du championnat du monde des voitures de sport 1990 et du Championnat IMSA GT 1990 par Jaguar devait être menée par les XJR-11 et XJR-10 propulsées par un V6 turbocompressé. Bien que rapides elles se révélèrent trop fragiles pour les courses de longue distance. Pour les 24 heures de Daytona, les 12 heures de Sebring et les 24 heures du Mans, il fut décidé de participer à ces épreuves avec un V12 atmosphérique. Le nouveau design, le XJR-12, a été mis au point à partir du châssis de la XJR-9, conçu par Tony Southgate (en). 7 châssis furent assemblés par TWR à partir de XJR-9 ou alors complètement neuf.

## Championnat 1990
Pour sa première course, Jaguar engagea deux voitures aux 24 Heures de Daytona, la no 60 aux mains de Price Cobb, John Nielsen et Martin Brundle et la no 61 aux mains de Davy Jones, Jan Lammers et Andy Wallace. Les voitures ont été assez proches aux qualifications pour se classer respectivement aux 9e et 10e position. La première course se solda par un excellent résultat pour les Jaguar XJR-12, réalisant un doublé à la première et deuxième place. Pour la course suivante, les 12 Heures de Sebring, à l'exception de Martin Brundle qui n'était pas présent, les mêmes équipages furent reconduits. La no 60 réalisa de belle qualification en se positionnant à la 5e place sur la grille, première des voitures atmosphériques, tandis que la no 61 se qualifiait à la 12e place, à près de 4 secondes de sa voiture sœur. La no 60 dut abandonner assez rapidement au 56e tour à la suite d'un problème de moteur. La no 61, quant à elle réalisa une belle remontée pour finir sur le podium à la 3e place.

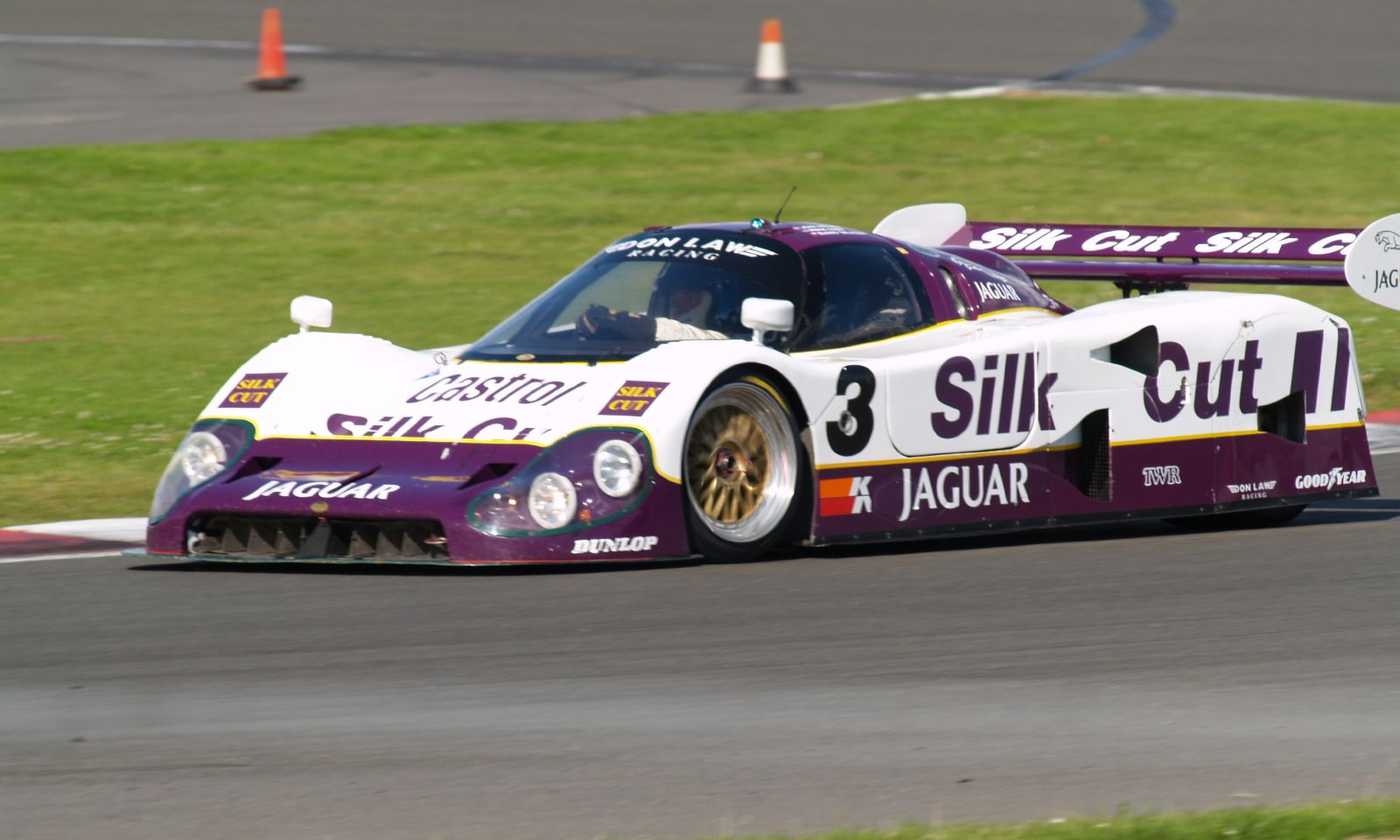
Jaguar XJR-12 dans sa livrée des 24 Heures du Mans 1990

Pour les 24 Heures du Mans quatre voitures prenaient le départ, la no 1 aux mains de Martin Brundle, Alain Ferté et David Leslie, la no 2 aux mains de Jan Lammers, Andy Wallace et Franz Konrad, la no 3 aux mains de John Nielsen, Price Cobb et Martin Brundle et la no 4 aux mains de Davy Jones / Michel Ferté / Eliseo Salazar. Aux essais, les no 1, no 3 et no 4 réalisèrent un tir groupé en se qualifiant respectivement aux 7e, 8e et 9e places. La no 2, quant à elle se trouvait plus en retrait en se positionnant à la 17e place. Lors de la course, la no 1, après 220 tours, dut abandonner pour un problème de pompe d'eau. La no 4, quelques heures plus tard, devra également abandonner sur ennui mécanique. À la suite de ses abandons, Martin Brundle remplaça Eliseo Salazar sur la Jaguar no 3. Les no 3 et no 2, après un beau duel avec les Porsche 962C du Brun Motorsport et d'Alpha Racing bouclèrent les 24 Heures à la 1re et 2e place.

## Championnat 1991
Pour la saison 1991, les XJR-12 avaient le même programme que l'année précédente, c'est-à-dire les 24 Heures de Daytona, les 12 Heures de Sebring et les 24 Heures du Mans. D'un point de vue technique, la Jaguar XJR-12 évolua avec une cylindré du moteur revue à la hausse qui passa de 6 000 cm3 à 6 500 cm3 pour les épreuves américaines. Pour le Mans, la cylindrée du Moteur passa de 7 000 cm3 à 7 400 cm3 ainsi qu'une augmentation du poids de 100 kg afin de répondre à la nouvelle réglementation du Championnat du Monde des voitures de sport.
Pour les 24 Heures de Daytona, Jaguar engagea deux voitures, la no 2 aux mains de Davy Jones, Scott Pruett, Raul Boesel et Derek Warwick et la no 3 aux mains de John Nielsen. La no 3 sera accidentée durant les essais et ne put participer à la course. La no 2 rencontra des problèmes de pompe d'eau durant la course et sera classée à la 30e place avec avoir seulement parcouru 379 tours. Pour les 12 Heures de Sebring, c'est avec deux voitures que Jaguar se présente à l'épreuve; la no 2 aux mains de Davy Jones, Kenny Acheson et Raul Boesel et la no 3 aux mains de Davy Jones, Raul Boesel et John Nielsen. Pour cette course, c'est la no 2 qui joue de malchance car à la suite d'un accident lors des essais, il dut annuler sa participation à l'épreuve. La no 3 s'élancera dans la course depuis la 5e position. Durant la course, il ne lui sera pas possible de progresser et elle passa le drapeau à damier à la 5e position, à 14 tours du vainqueur. 

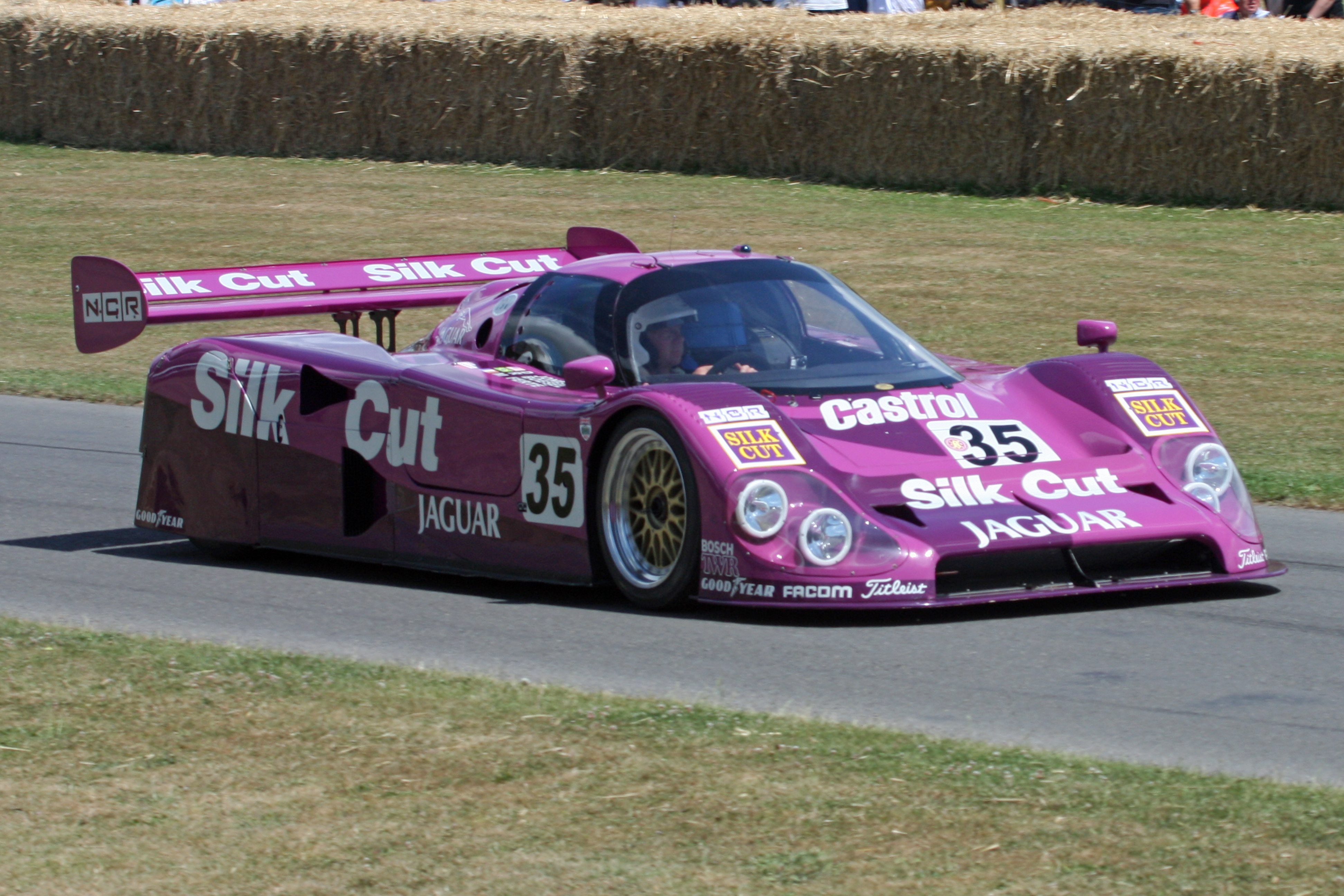
Jaguar XJR-12 dans sa livrée des 24 Heures du Mans 1991

Aux 24 Heures du Mans, Jaguar engagea quatre XJR-12, trois sous les couleurs de Silk Cut et une sous les couleurs de Suntec; la no 33 aux mains de Derek Warwick, John Nielsen et Andy Wallace, la no 34 aux mains de Teo Fabi, Bob Wollek, Kenny Acheson, la no 35 aux mains de Davy Jones, Raul Boesel et Michel Ferté et la no 36 aux mains de David Leslie, Mauro Martini et Jeff Krosnoff. Les voitures se qualifièrent en 11e, 18e, 21e et 22e position. Les XJR-12 étaient dominées en performance par les Sauber Mercedes C11 et Porsche 962C mais au fil des heures et des abandons les voitures réalisèrent une belle progression et passèrent le drapeau à damier aux 2e, 3e et 4e places. Seule la no 36 ne finit pas l'épreuve à la suite d'un problème de boîte de vitesses.

## Championnat 1992
Pour la saison 1992, Jaguar n'engagea la XJR-12 que sur les manches américaines, c'est-à-dire les 24 Heures de Daytona et les 12 Heures de Sebring. Pour les 24 Heures de Daytona, Jaguar engagea une XJR-12, la no 2 aux mains de Davy Jones, Scott Pruett, David Brabham et Scott Goodyear. La voiture se qualifia en 10e position et bouclera le double tour d'horloge pour finir à une belle 2e place. Aux 12 Heures de Sebring, la no 2 sera confiée à Davy Jones et David Brabham. Ils se qualifièrent en 10e position pour finir au pied du podium en 4e position.
Concernant le championnat du Monde des voitures de sport, Alan Randall, un restaurateur de Jaguar dans le Kent, à la suite de discussions avec de potentiels partenaires au Moyen-Orient et aux États-Unis, avait comme objectif de faire courir des XJR-12 et XJR-14 pour le championnat. Les financements ne s'étant pas matérialisés, le projet ne s'est pas concrétisé,. GeePee, qui avait fait une apparition aux 500 km de Monza, a inscrit une XJR-17 aux 500 km de Silverstone et une XJR-12 aux 24 Heures du Mans aux mains de David Coyne, Georg Paulin et Stefano Sebastiani. Des tests avaient bien été réalisés mais l'écurie ne se présenta finalement pas à l'épreuve.

## Championnat 1993
Pour la saison 1993, Jaguar engagea la XJR-12 aux 24 Heures de Daytona. Trois voitures étaient engagées. La no 2 aux mains de Scott Goodyear, Scott Pruett et Davy Jones, la no 3 aux mains de John Nielsen et la no 32 aux mains de Davy Jones, David Brabham, John Nielsen et John Andretti. Les voitures réalisèrent un tir groupé aux essais en se qualifiant à la 6e, 7e et 8e place. La voiture no 3 abandonna assez rapidement au 18e tour à la suite d'une fuite d'huile. La no 32 fit de même au 92e tour. La dernière XJR-12, après avoir mené la course, dut également abandonner au 618e tour pour cause de problème moteur.

## Palmarès
- IMSA : 24 Heures de Daytona 1990 (Châssis TWR-J12C-388) ;
- WSC : 24 Heures du Mans 1990 (Châssis TWR-J12C-288).

## Pilotes
- Kenny Acheson (4)
- John Andretti (1)
- Raul Boesel (4)
- David Brabham (5)
- Martin Brundle (4)
- Price Cobb (4)
- Teo Fabi (1)
- Alain Ferté (1)
- Michel Ferté (2)
- Scott Goodyear (3)
- Davy Jones (14)
- Franz Konrad (1)
- Jeff Krosnoff (1)
- Jan Lammers (3)
- David Leslie (1)
- Mauro Martini (1)
- John Nielsen (8)
- Scott Pruett (5)
- Eliseo Salazar (1)
- Andy Wallace (5)
- Derek Warwick (3)
- Bob Wollek (1)